# Національна галерея старовинного мистецтва

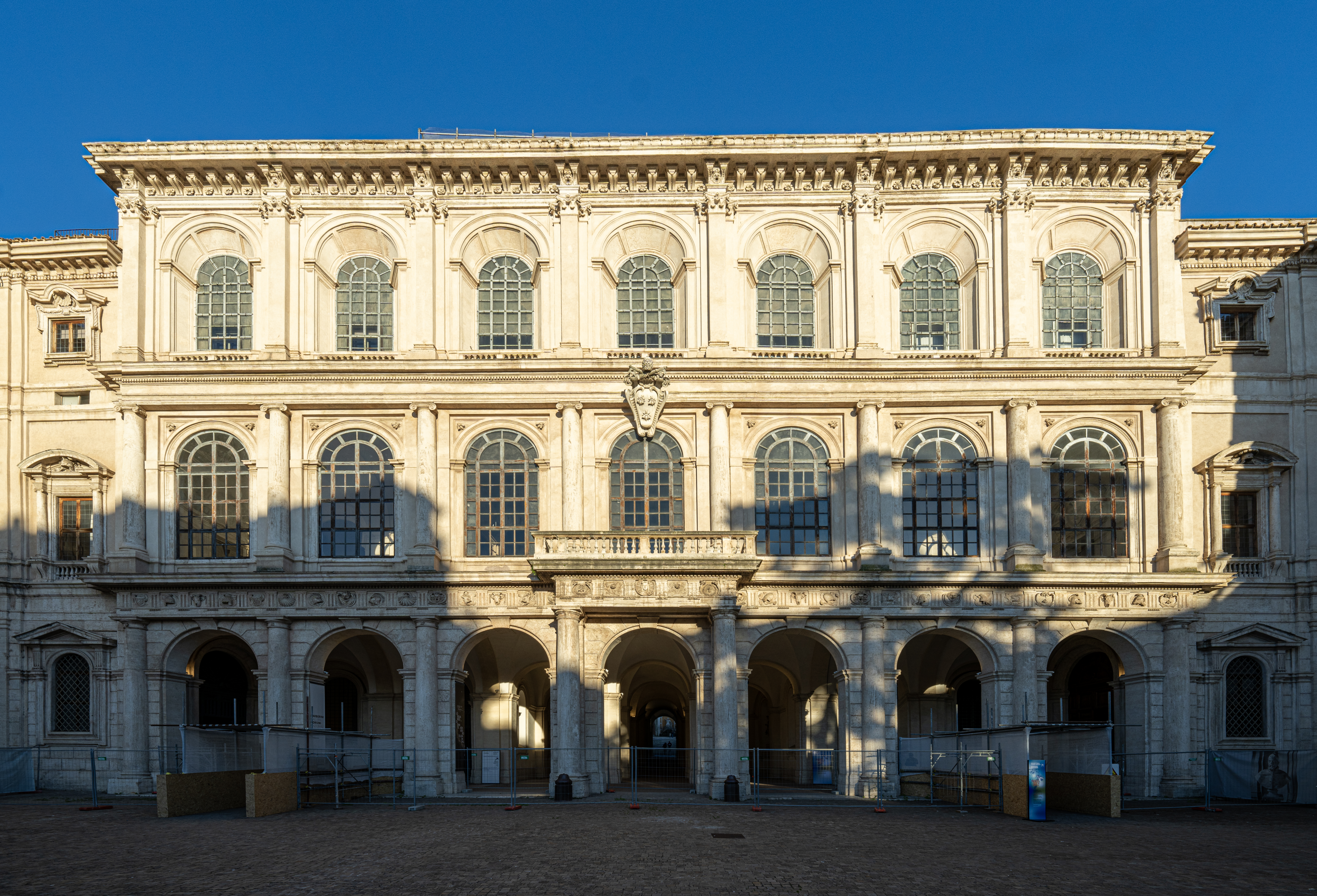
Джованні Баттіста Піранезі. Римський палац Барберіні, офорт, 1748

Національна галерея старовинного мистецтва (італ. Galleria Nazionale d'Arte Antica) — римська художня галерея, розташована у двох історичних палацах (Палаццо Барберіні і Палаццо Корсіні) і спеціалізована на демонстрації картин старих майстрів 13-18 ст.

## Передісторія і заснування
Картинна галерея (що стане базовою для музею старовинного мистецтва в Римі) виникла набагато раніше за два історичні римські палаци, де її облаштували. Її історія тісно пов'язана як з політикою римських пап, так і з історією декількох римських аристократичних родин. Але в основі лежить мистецька збірка родини Корсіні. Її заснував і помітно збільшив кардинал Нері Корсіні, племінник папи римського Климента XII (в миру — Лоренцо Корсіні). Нері Корсіні мав велетенські прибутки, котрі використав як для реконструкції власного римського палацу, так і для придбання творів мистецтва високої мистецької вартості, котрі тільки міг знайти. Це був період розпаду великих аристократичних зібрань, перерозподілу мистецьких скарбів і переходу їх до інших власників. Це доба великих колекціонерів серед багатіїв, аристократів і королівських родин Західної Європи, що суперничали між собою і хизувались власними збірками. Вже до 1740 року картинна галерея родини Корсіні мала близько шести сотень (600) високоякісних зразків живопису.
У 1883 князі Томмазо та Андреа Корсіні продали власний палац і картину галерею Італійській державі (королівству Італії на той час), а також всю збірку малюнків і друкованої графіки. Графічна збірка (з урахуванням її значної історичної, наукової і іконографічної вартості) була передана у Національну галерею естампів, котру обладнали в пам'ятці національної архітектури Фарнезіна (Вілла Фарнезіна).
Не забарились і нові вартісні надходження. 1892 року сюди передали картинну галерею герцога Джованні Торлоніа, останній подарував її Італійській державі. Того ж року сюди прибуло сто вісімдесят сім (187) картин зі збірок галереї дель Монте ді Пьєта.
У 1895 на базі цих та інших збірок і була заснована Національна галерея старовинного мистецтва в Римі. Кількість картин перевищувала можливості їх експонування, тому їх надлишки тимчасово розмістили в інших римських музеях. 1940 року музею нарешті віддали другий поверх велетенського палацу Барберіні і картини повернули до музейної збірки. З цього року картинна галерея і була зосереджена у двох римських історичних палацах.

## Палац Корсіні
Докладніше: Палаццо Корсіні

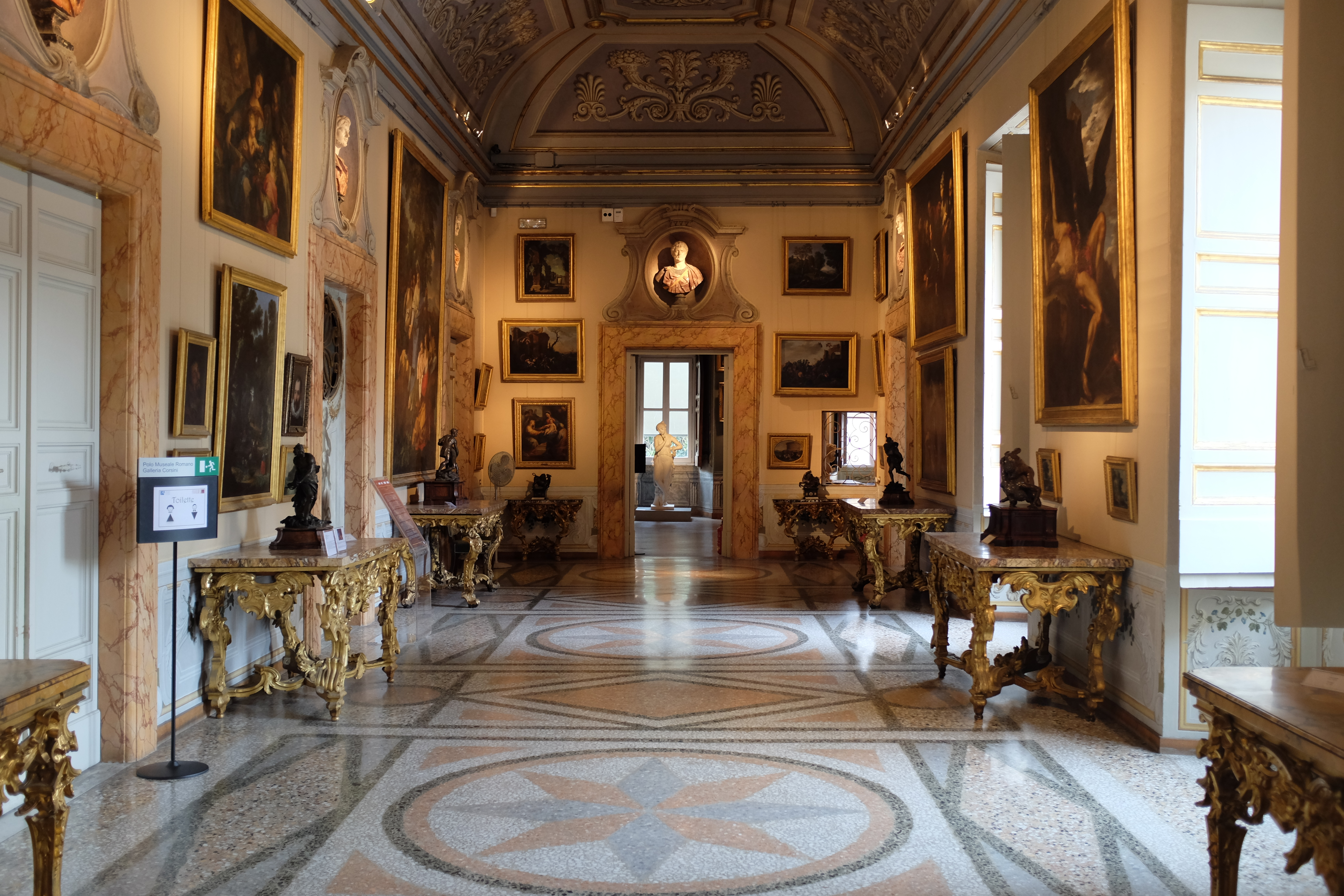
Палаццо Корсіні, експозиція, 2014

Родина Корсіні походила з міста Флоренція. В першій половині 18 ст. кардинала Лоренцо Корсіні обрали папою римським. Племінник папи, Нері Корсіні, скористався нагодою і придбав у Римі колишню віллу 15 століття родини Ріаріо. З 1737 року земельна ділянка і старий палац зазнали реконструкції і нового облаштування. Роботами керував архітектор Фердинандо Фуга (1699—1782).
Після придбання палацу Корсіні у власність держави в його приміщенні розмістили відділки Академії наук (Академя дії Лінчеі) та частку музейних збірок живопису, скульптури і ужиткового мистецтва, що увійшли в Національну галерею старовинного мистецтва. Кількість зосереджених тут картин досягла одної тисячі семисот (1700). Ділянка з садом на схилі пагорба Янікул належить Ботанічному саду Академії наук (Академя дії Лінчеі).

## Римський палац Барберіні

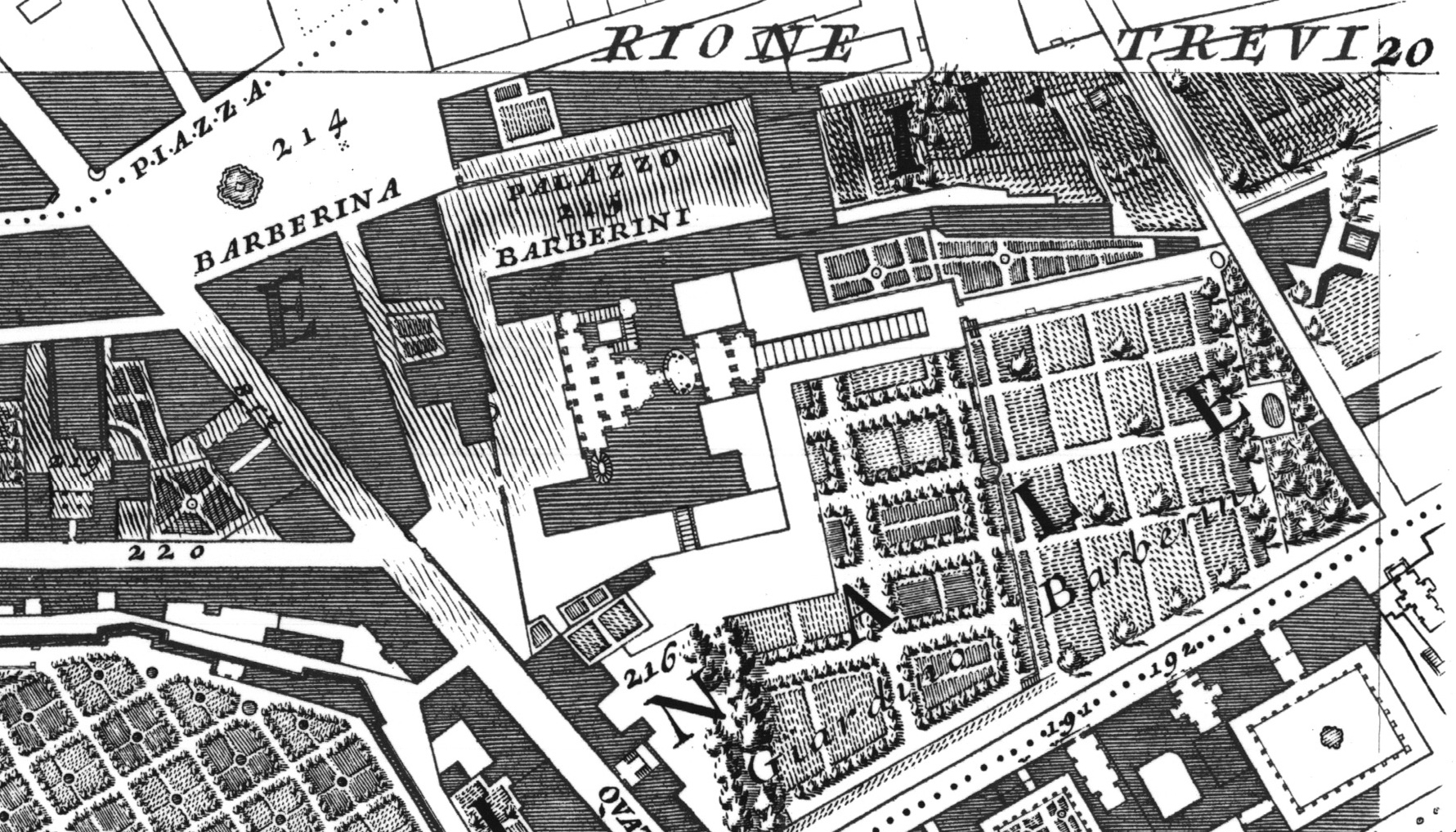
Палац Барберіні і його сади на мапі Рима, 1748

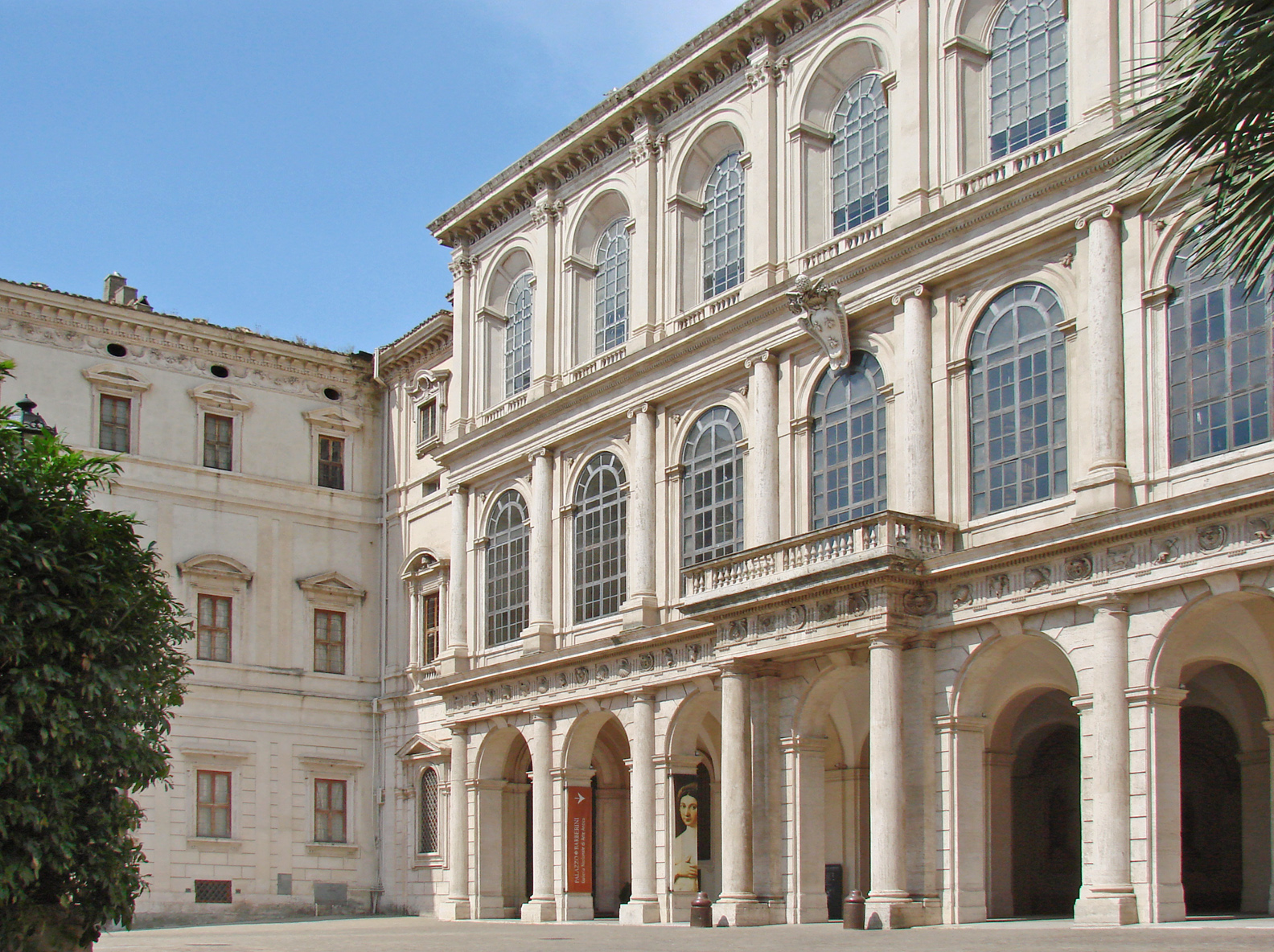
Палаццо Барберіні, головний вхід

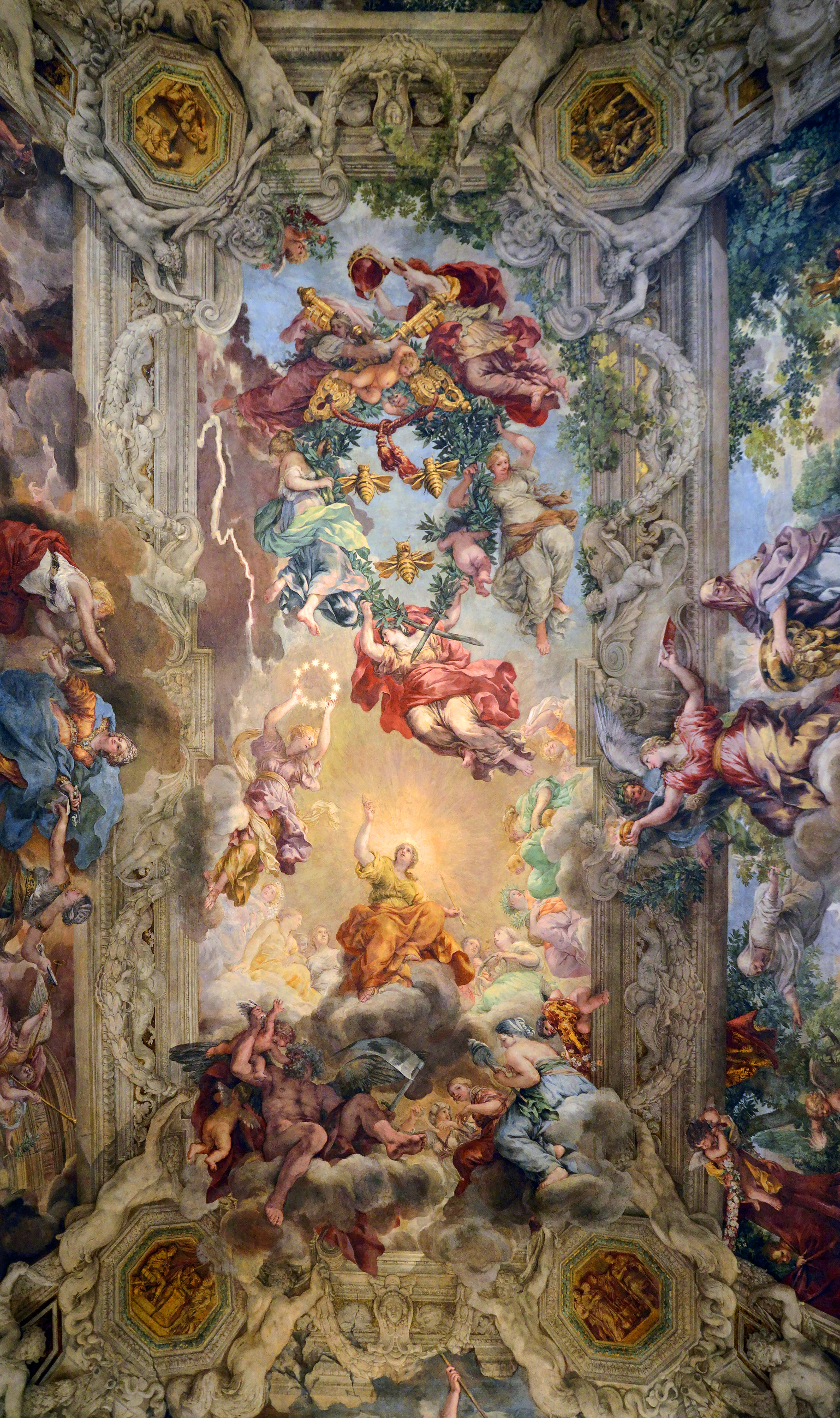
Плафон роботи П'єтро да Кортона

Римський палац Барберіні мимоволі став етапним твором архітектури доби бароко. Ще на етапі проектування про нього створив панегіричний опис якийсь флорентієць. Його «Discorso» («побажання», «схвальна промова») до князя Барберіні з приводу проекта і початка будівництва подавало щонайменше дві нові для римської архітектури ідеї :
- створити просторий вестибюль в новому палаці
- створити відкриту лоджію на головному фасаді (як вже робили в палацах Генуї), а не у дворі, як робили у Флореції і в Римі[9]. Бо римські палаци довго зберігали закритість зовнішніх фасадів, відокремленість від оточення і суворий, майже фортечно-захисний характер. Відкриті лоджії також давно використовували у Франції, що стала ще одним впливовим художнім центром в Європі попри Рим.

Багаті візитери з північних країн до Риму із здивуванням розглядали римські палаци і зали, позбавлені затишку, приватності і чіткої функціональності. Замість них були довгі галереї чи анфілади, а родина як кочівники блукали цими анфіладами і в залежності від потреб перетворювали будь-яку залу то у їдальню, то у спальню тощо. Влітку жили в одних кімнатах, взимку — у інших. Гості або свята в палаці лише збільшували безлад. Домовиті багатії з заальпійських країн вважали римські палаци незручними і непристосованими для приємного життя, бо були створені з міркувань хизування і марнославства, притаманних багатіям Італії.
Величні ризаліти палацу Барберіні, вибудовані ще за життя архітектора Карло Мадерно, ще зберігали характер відокремленості. Навпаки, парадний центр споруди став майданом для реалізації нових ідей і нових впливів. Перший поверх тут мав відкриту галерею, а другій — парадні сходи і Велику залу. Над програмою побудови палацу Барберіні і її реалізації працювала низка архітекторів, найкращих на той час в Римі — від Лоренцо Берніні до Франческо Борроміні. Якщо Берніні обмежувався наказами-рекомендаціями, Борроміні розробляв конкретні деталі і слідкував за їх виконанням. Кресленик бічної частини парадного фасаду з декором вікон роботи Франческо Борроміні зберігає галерея Альбертіна у місті Відень.
Парадна і житлова частини тут відокремлені. Вже хода парадними сходами передбачає керування візітером, приголомшуючи його пишнотою розписів стелі Великої зали, створеної художником П'єтро да Кортона («Боже провидіння і переваги папського управління державою»), програма котрої теж розроблялась окремо. Стилістика римського бароко з безліччю алегорій стала настільки гнучкою, що надала можливість відобразити будь-яку абстрактну ідею. І художник вільно комбінує «історичні» і «міфологічні» персонажі, християнські і античні фігури, реалістичні деталі і імітацію ліплення, умовно історичний одяг і індивідуально запропоновані орнаменти. На стелі цілий натовп античних муз, жінок-алегорій і герб родини Барберіні, дивних велетнів зі зміями замість ніг, чудово організованих талантом П'єтро да Кортона у пишну і небачену композицію. Розпис стелі в палаці Барберіні стане програмним твором римського бароко 17 століття і, можливо, є найкращим бароковим зразком музейних експозицій.

## Обрані твори італійських митців

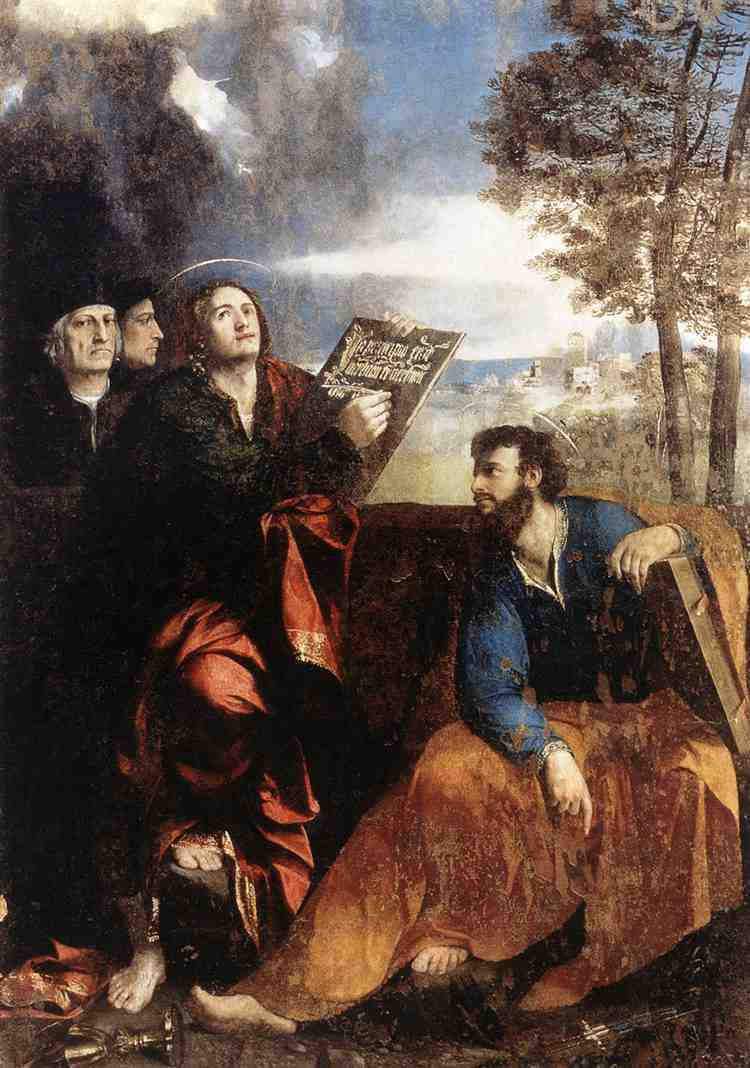
Доссо Доссі. «Св. Іван євангеліст, Св. Вартоломей та донатори», 1527 р.

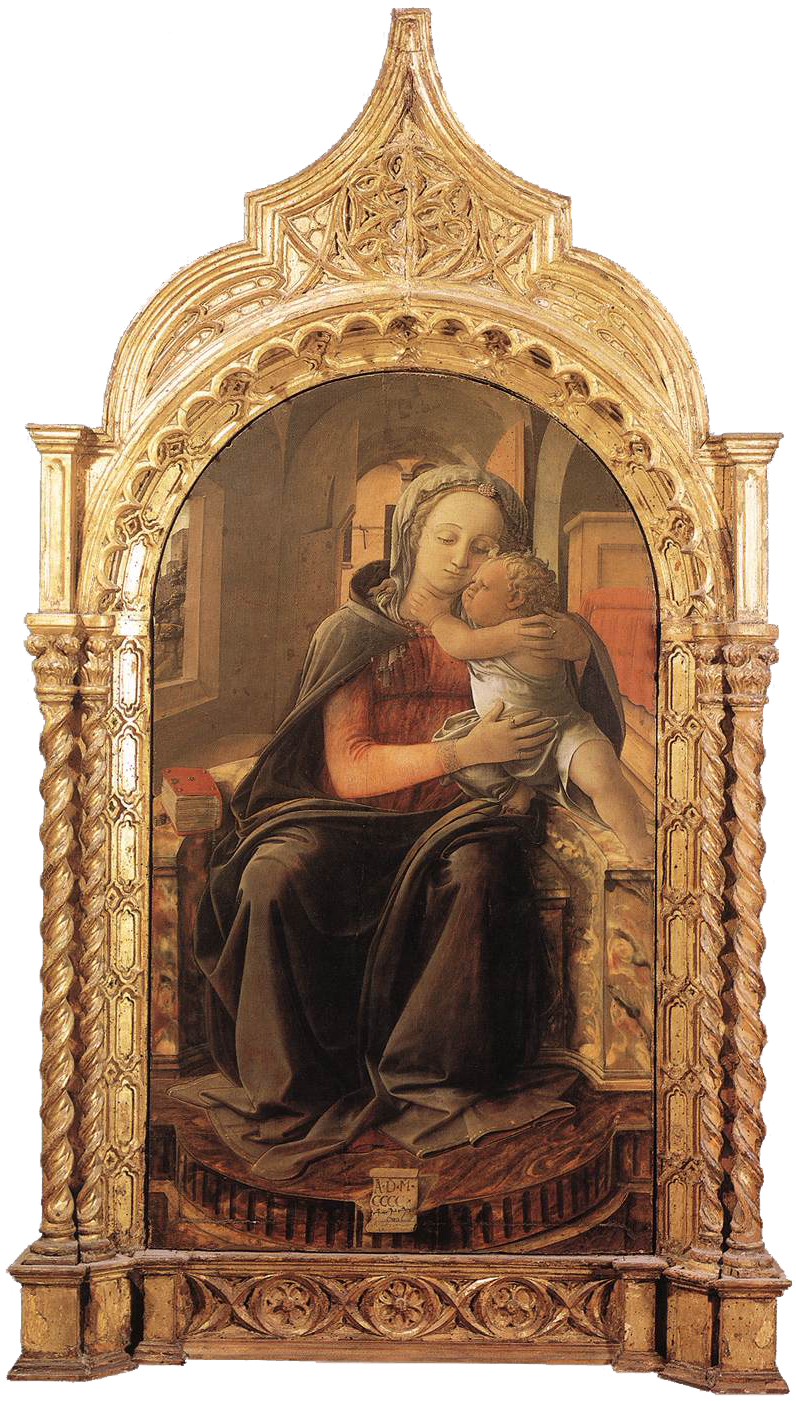
Фра Філіппо Ліппі, «Мадонна ді Тарквінія», 1437 р. (палац Корсіні)
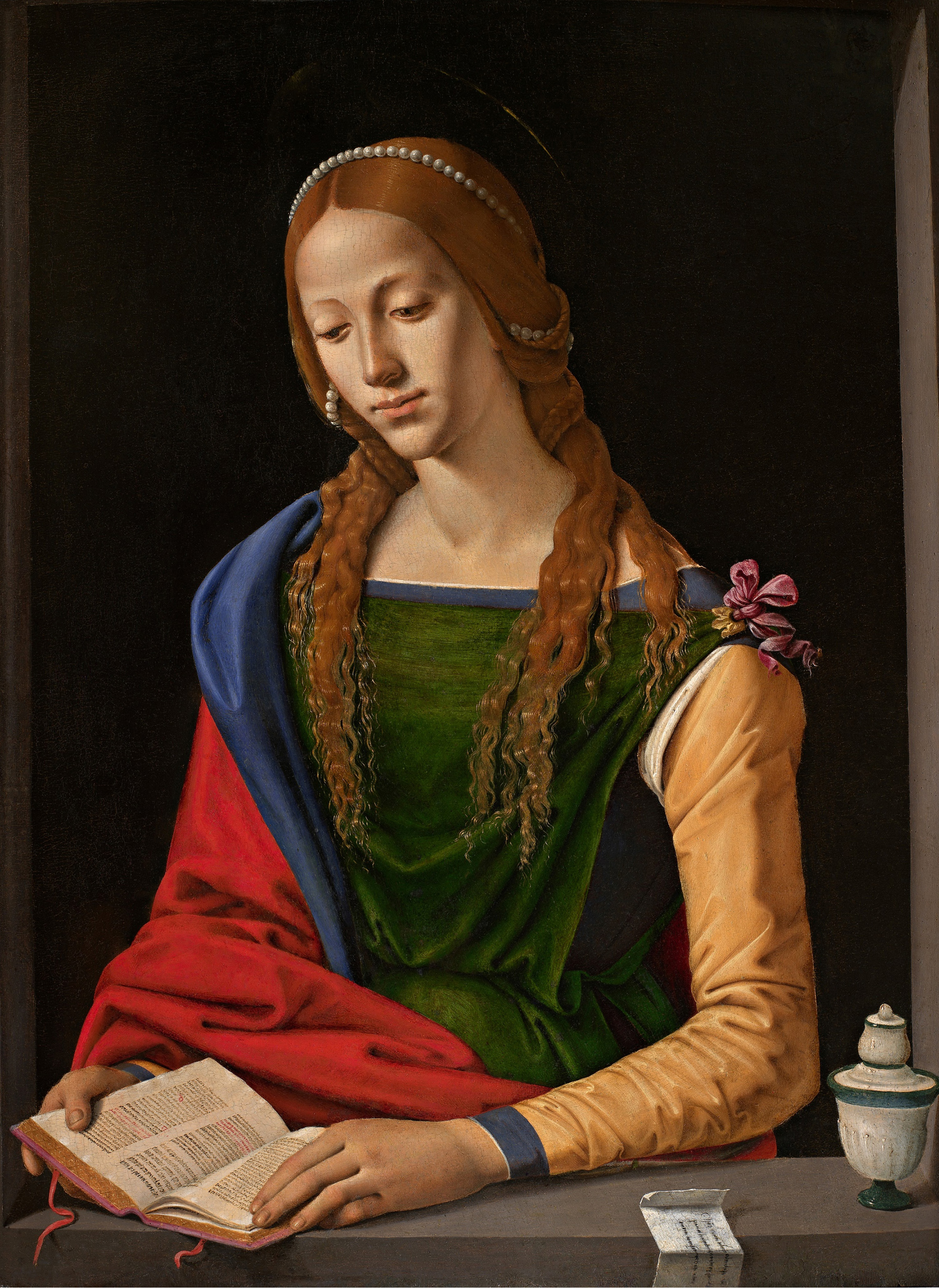
П'єро ді Козімо. «Марія Магдалина», до 1510 р.
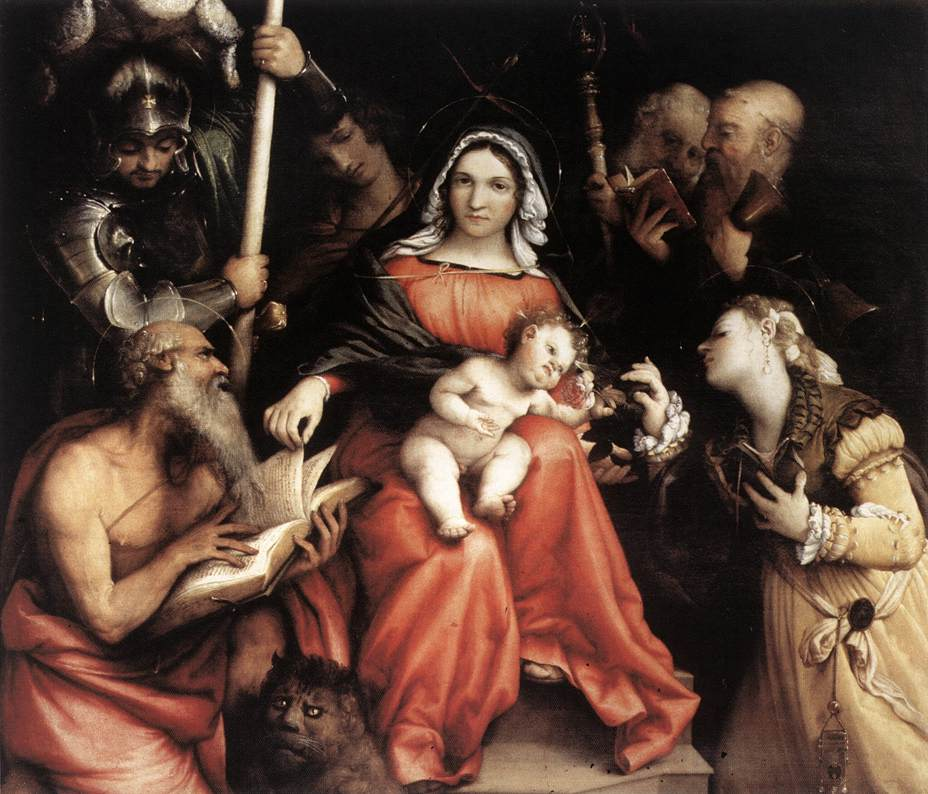
Лоренцо Лотто. «Містичні заручини Св. Катерини», 1524 р.
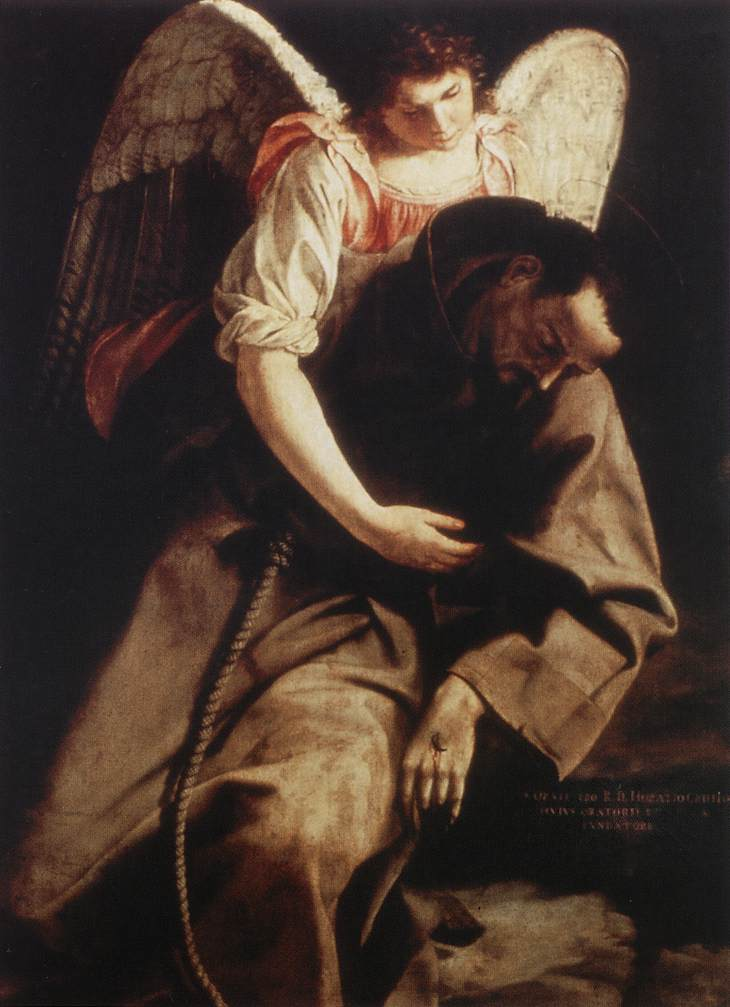
Ораціо Джентілескі. «Екстаз св. Франциска», до 1613 р., Національна галерея старовинного мистецтва (Рим)
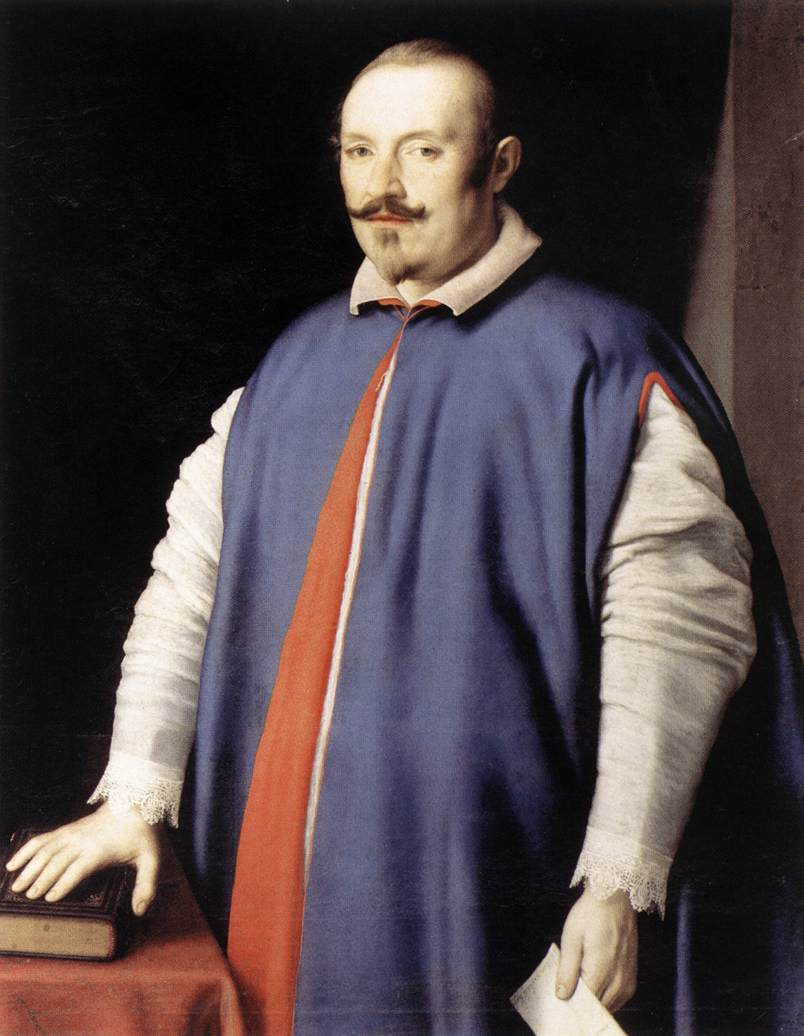
Джованні Батіста Сальві. «Портрет Оттавіано Праті», бл. 1650 р., Національна галерея старовинного мистецтва (Рим)
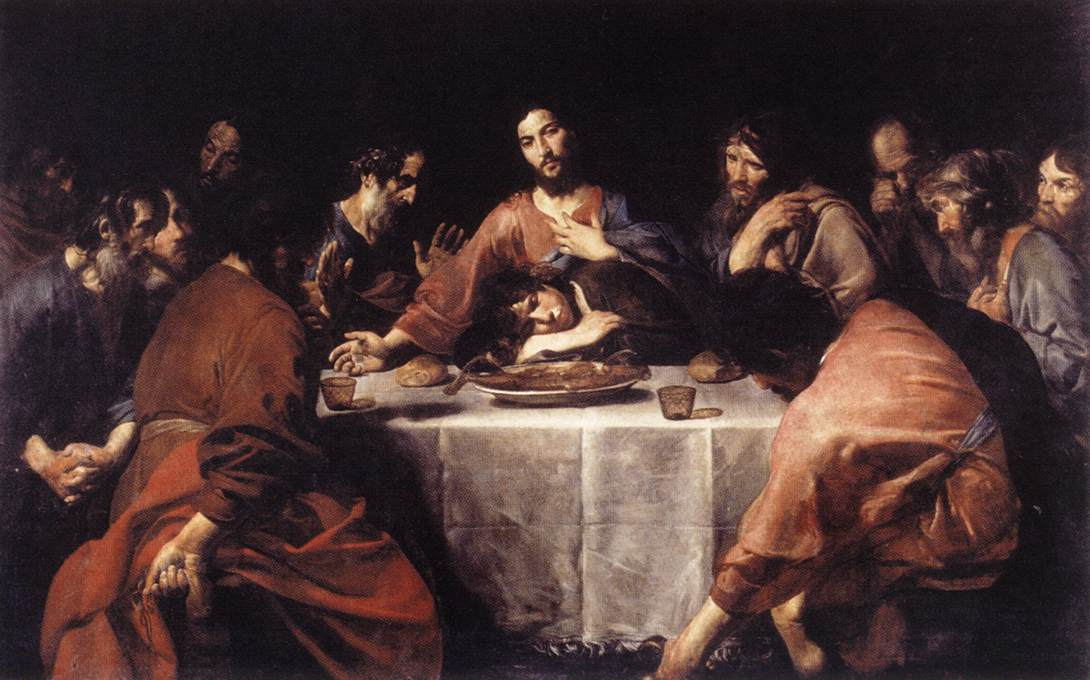
Валантен де Булонь. «Таємна вечеря», 1626 р.
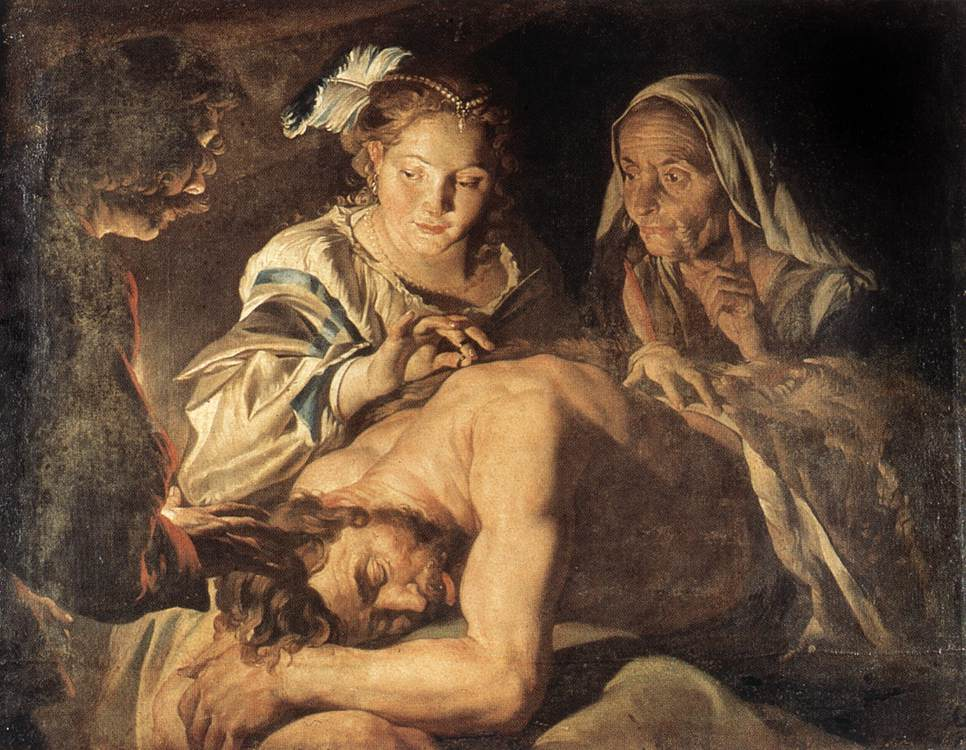
Матіас Стомер. «Самсон і Даліла», 1630-ті рр.
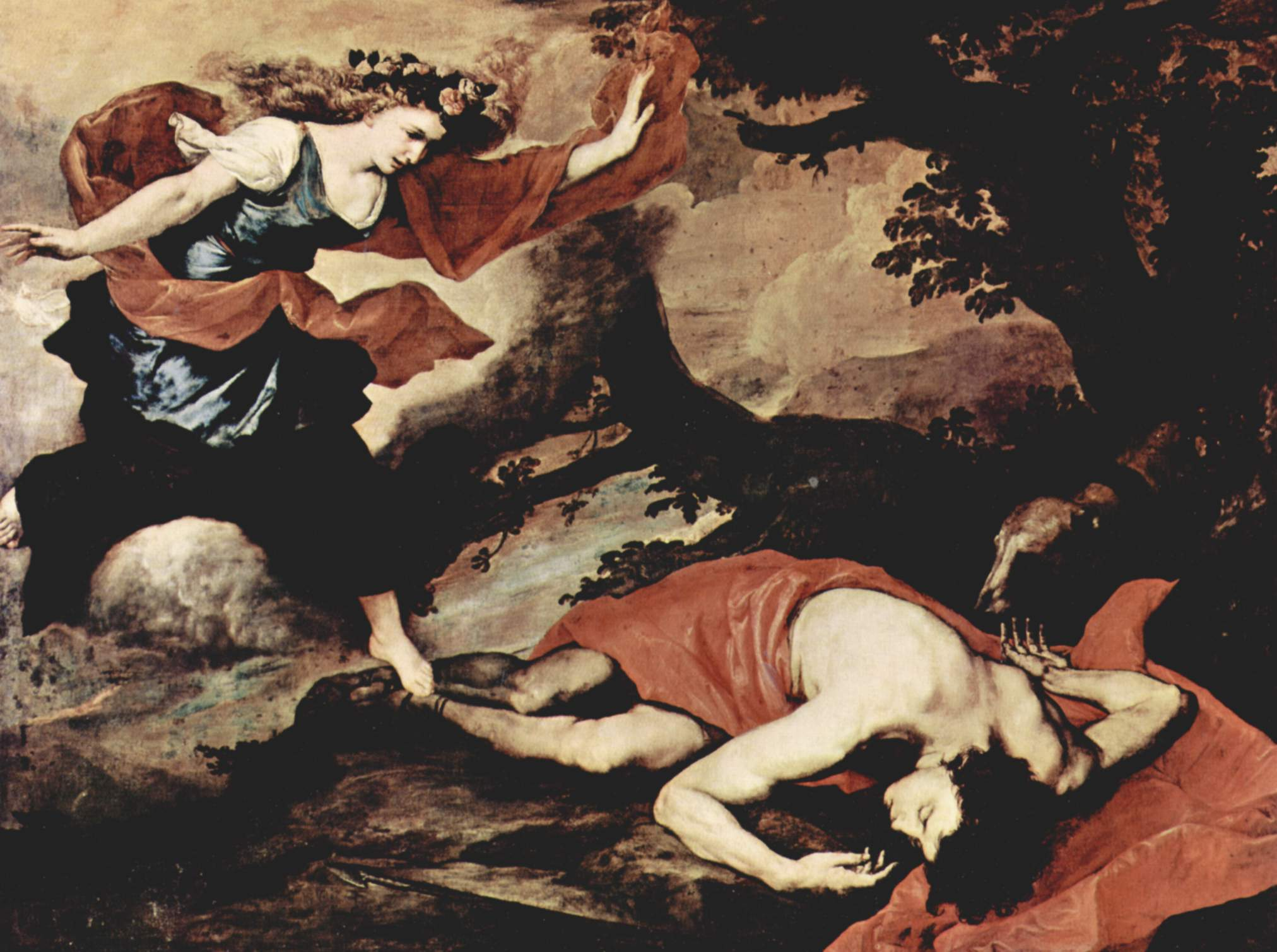
Хосе де Рібера. «Венера знайшла загиблого на полюванні Адоніса», 1637 р., (палац Корсіні)
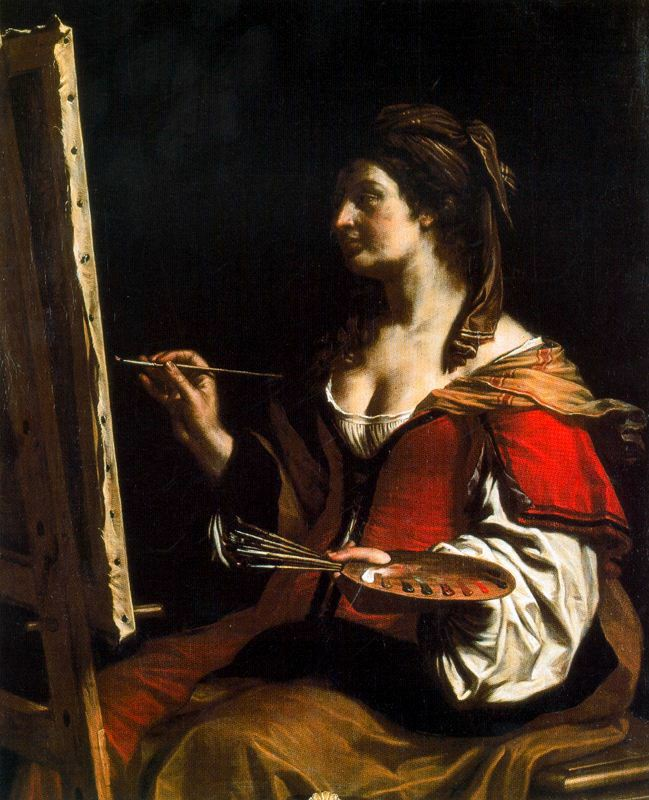
Чезаре Дженнарі. «Алегорія живопису».
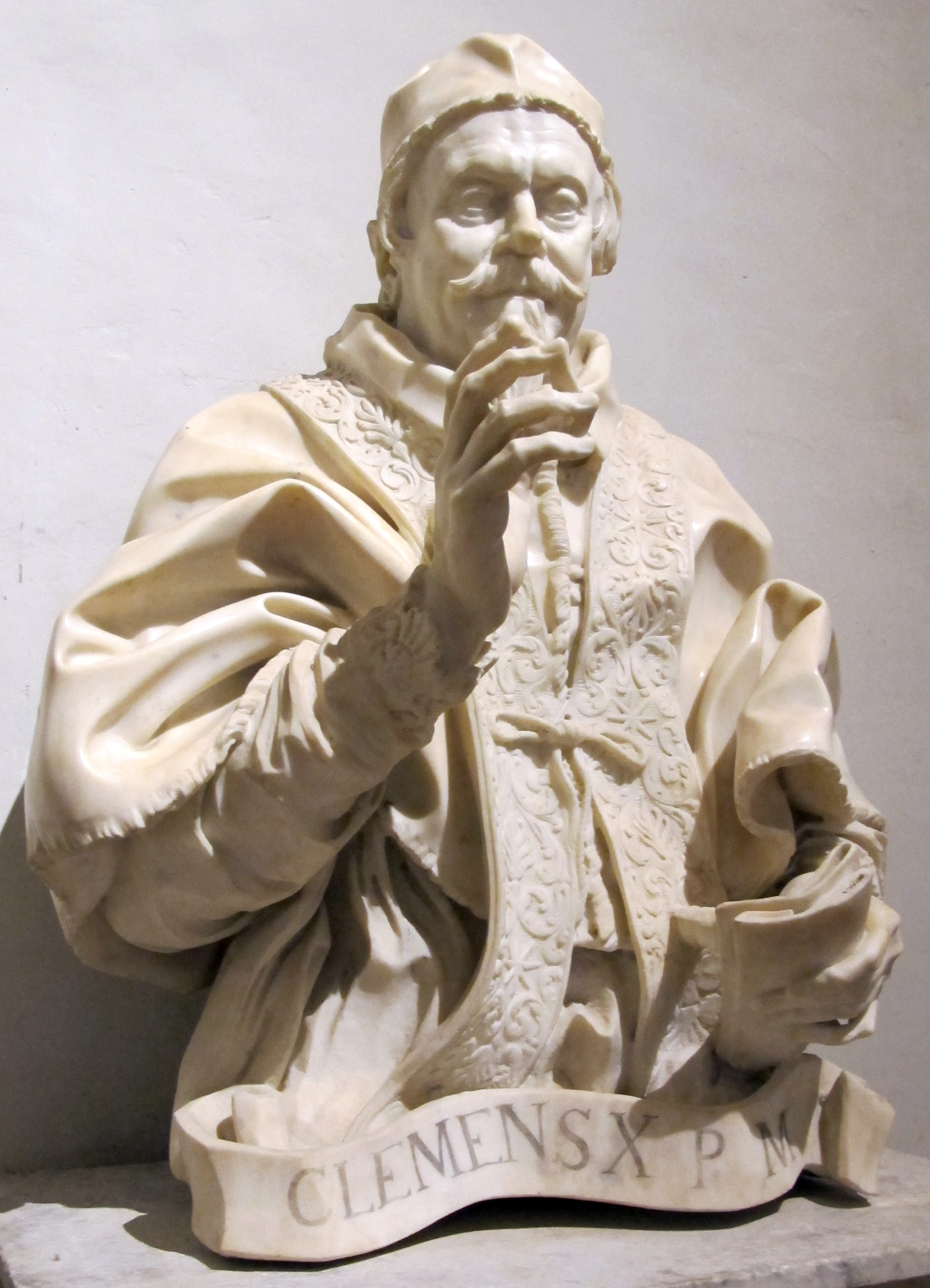
Лоренцо Берніні і майстерня. Папа римський Климент Х., (палац Барберіні)
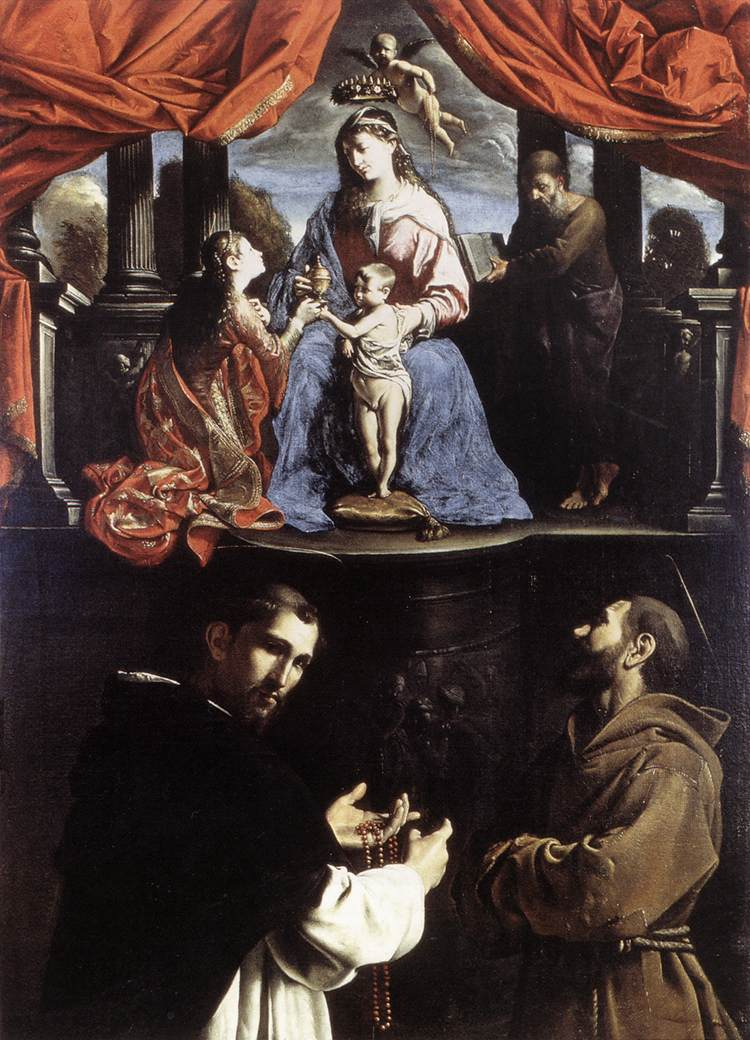
П'єтро Паоліні. «Містичні заручини Катерини Александрійської з двома святими», 1632 р.
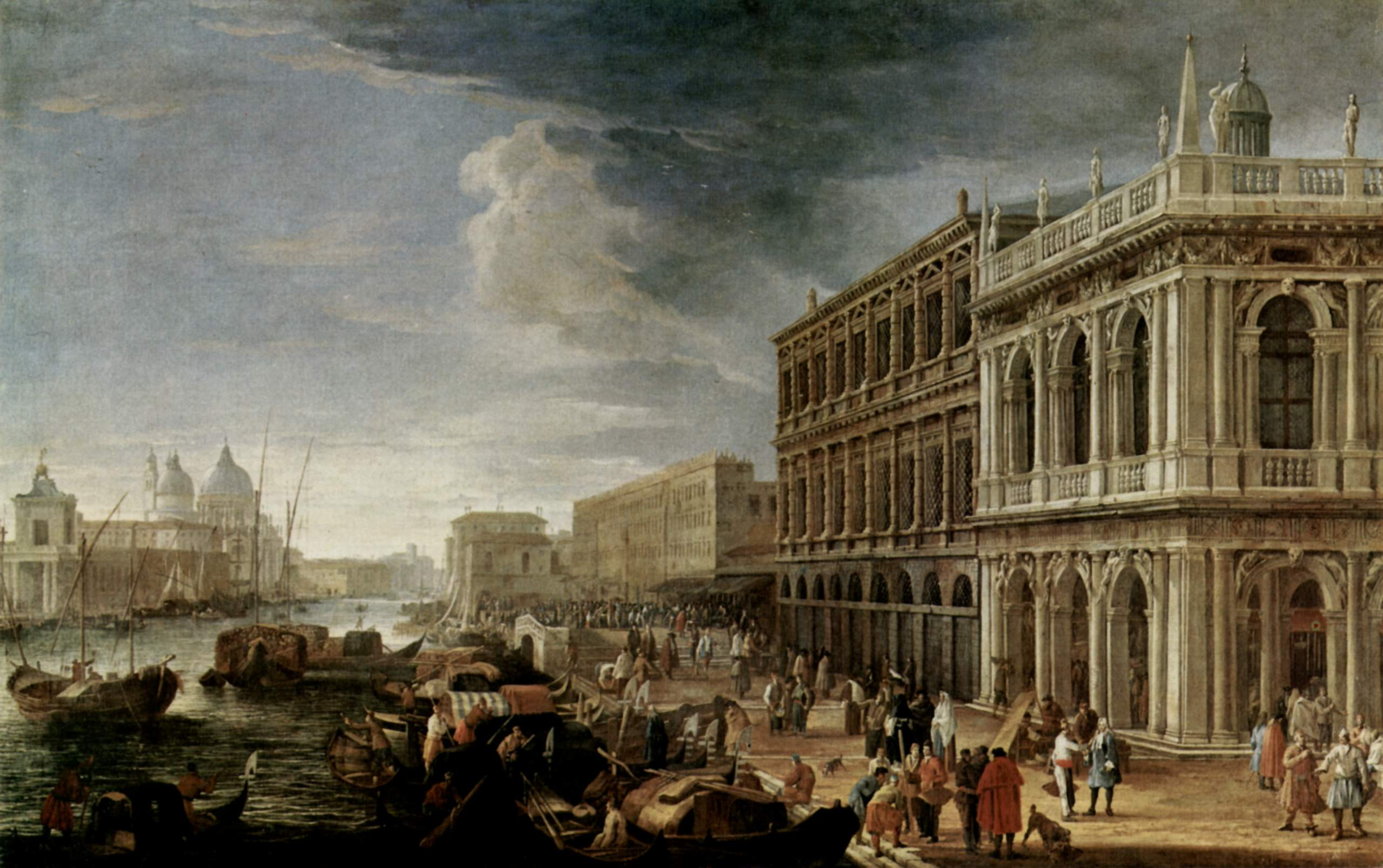
Лука Карлеваріс. «Слов'янська набережна у Венеції», до 1720 р., (палац Корсіні)
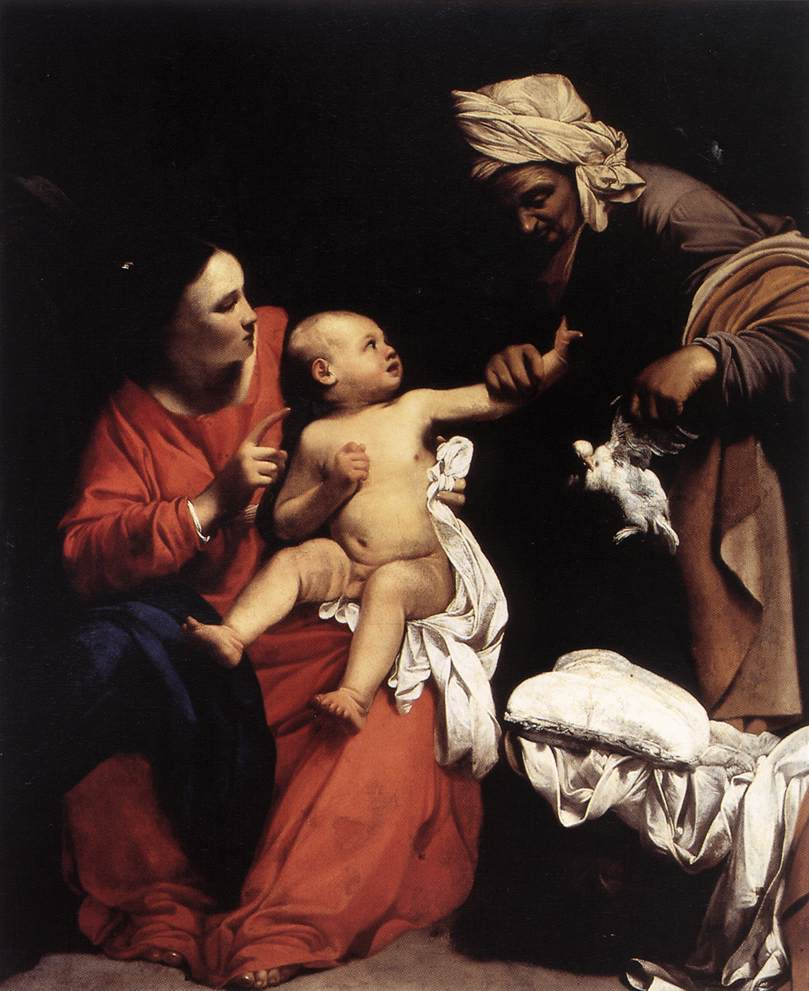
Карло Сарачені. « Мадонна з немовлям і св. Анною», Національна галерея старовинного мистецтва (Рим).

## Живопис неіталійців, що працювали в Італії та митців інших країн

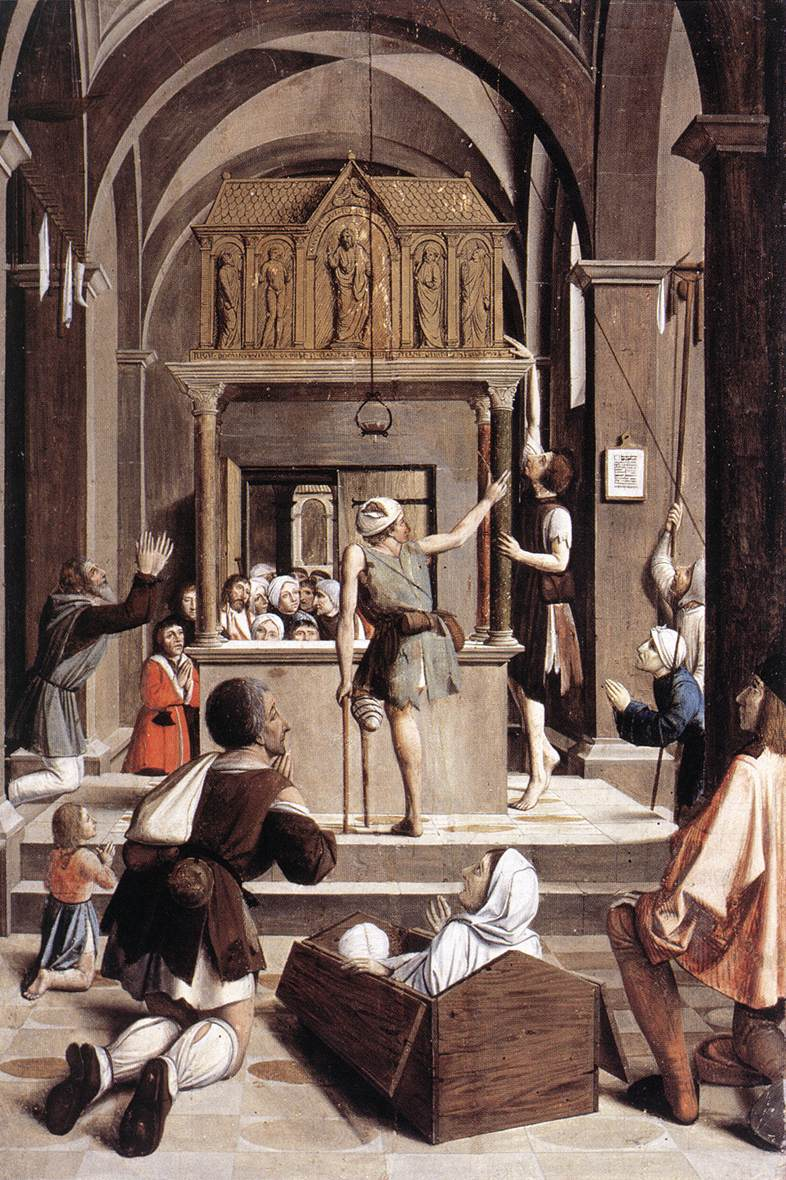
Йос Ліферінкс. "Паломники і хворі біля мощей Св. Себастьяна ", бл. 1497 р.

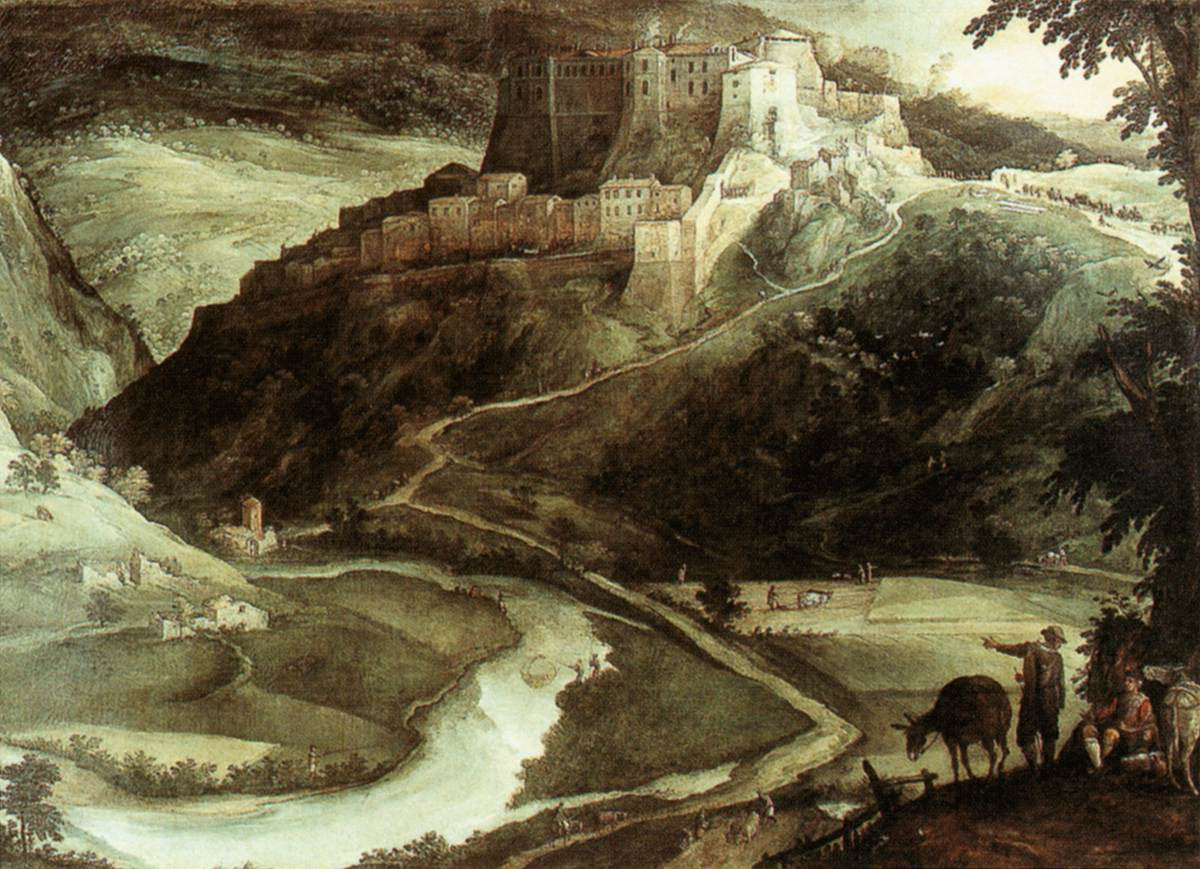
Пауль Бріль. «Середньовічний замок на скелі Сінібальда», 1601 р.

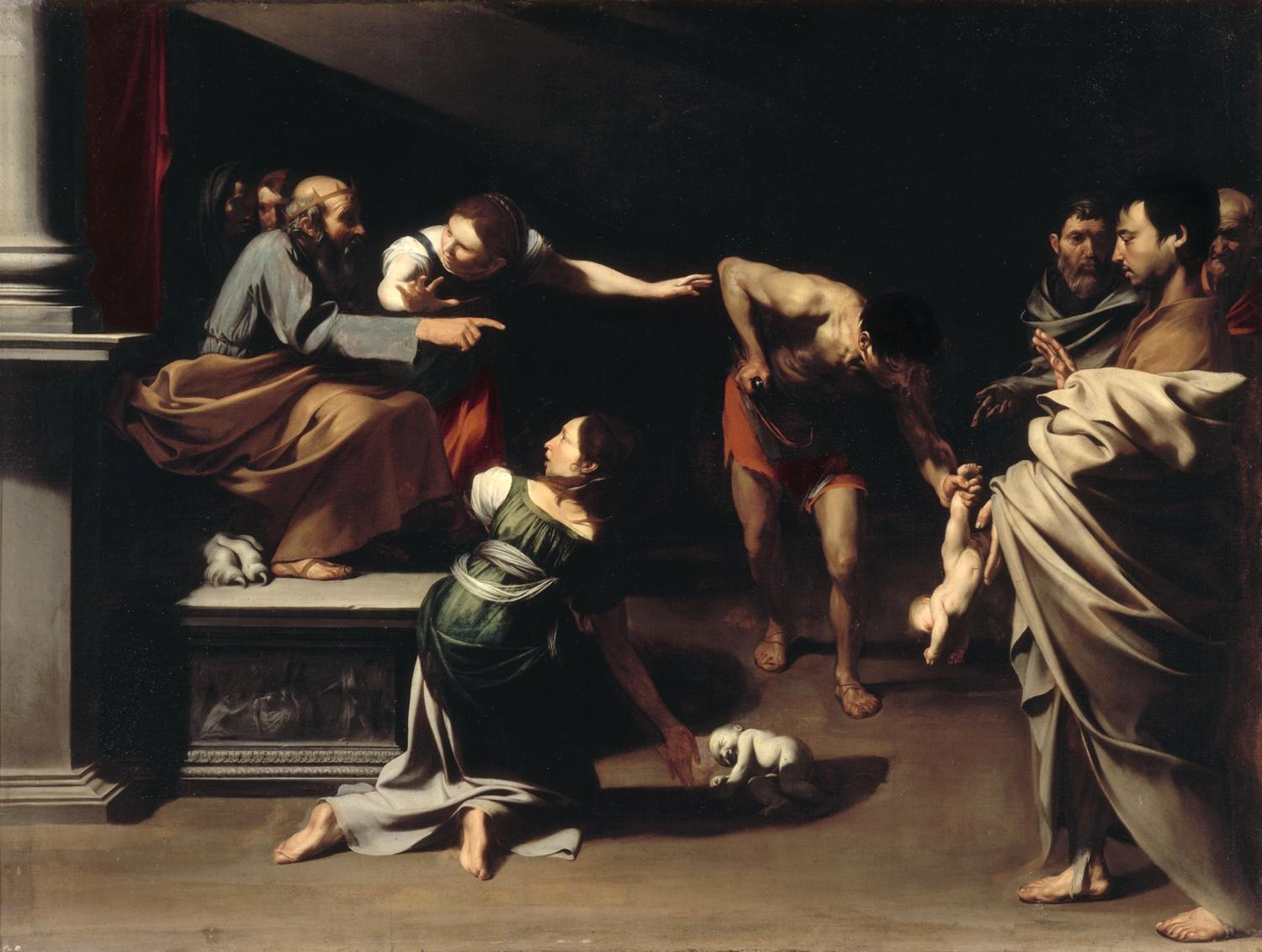
Хосе де Рібера. «Суд царя Соломона», Національна галерея старовинного мистецтва (Рим)

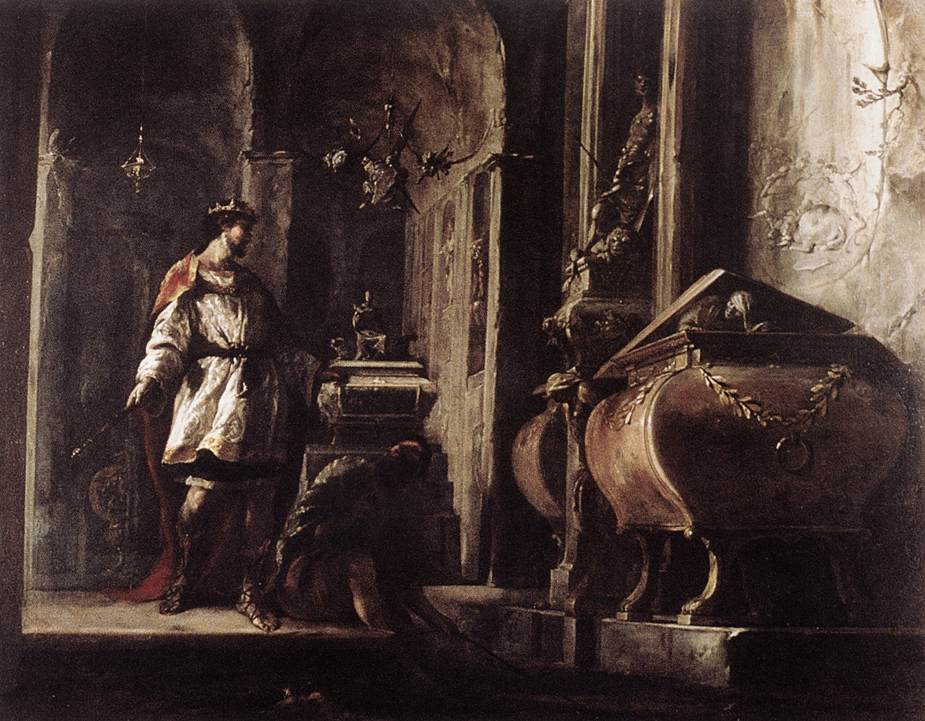
Йоган Шенфельд. « Олександр Македонський біля поховання Ахілла», 1630-ті рр.

Національна галерея старовинного мистецтва в Римі збирає та демонструє у невеликій кількості твори неіталійських майстрів. Серед них як ті, що прибули у Італію і натуралізувались там (Ніколя Пуссен, Валантен де Булонь, Хосе де Рібера, Матіас Стомер), так і тих, що відвідали Італію на різні терміни (Ель Греко, Пітер Пауль Рубенс, Антоніс ван Дейк, Пітер ван Лар) і вибороли славу і визнання в інших країнах. Приналежність до римської художньої школи розглядалась як необов'язкова.
Кількісно збільшується не тільки відділки італійських майстрів різних художніх шкіл. Нові надходження має і розділ іноземних митців. 1960 року Національна галерея отримала за заповітом картинну галерею герцога Червинара, де більшість творів належала художникам Франції 18 століття.

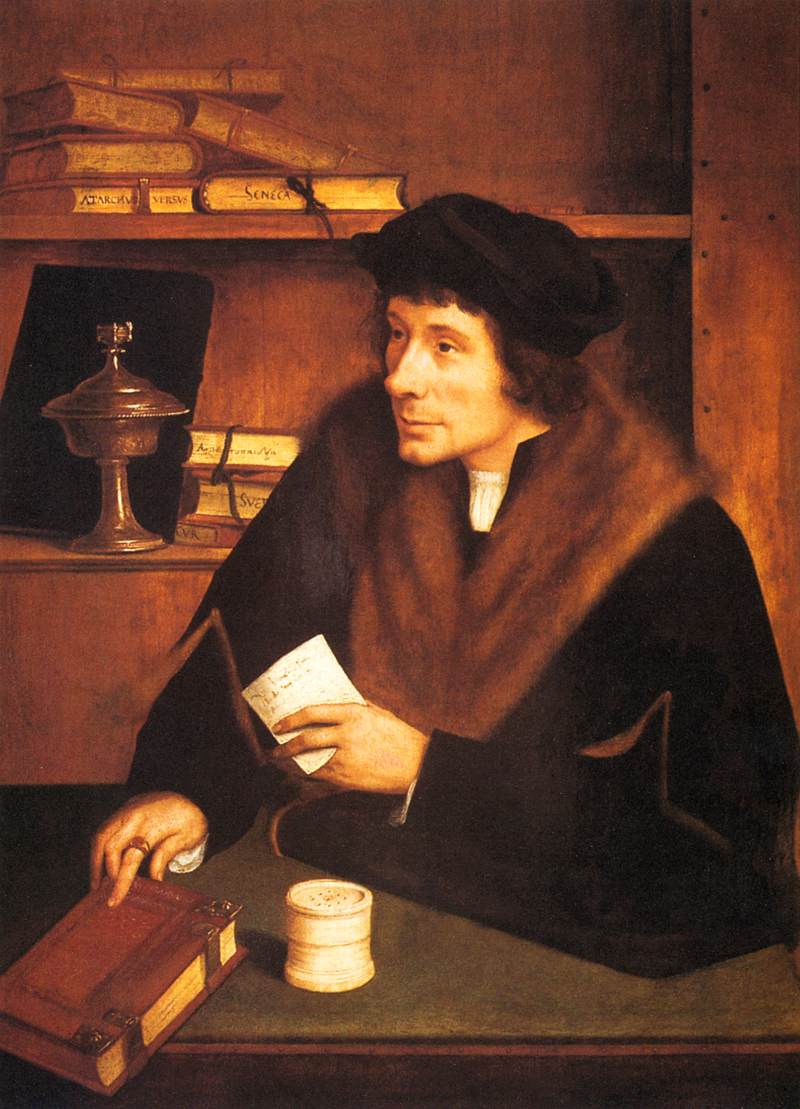
Квентін Массейс старший. «Пітер Гілліс», 1517 р.
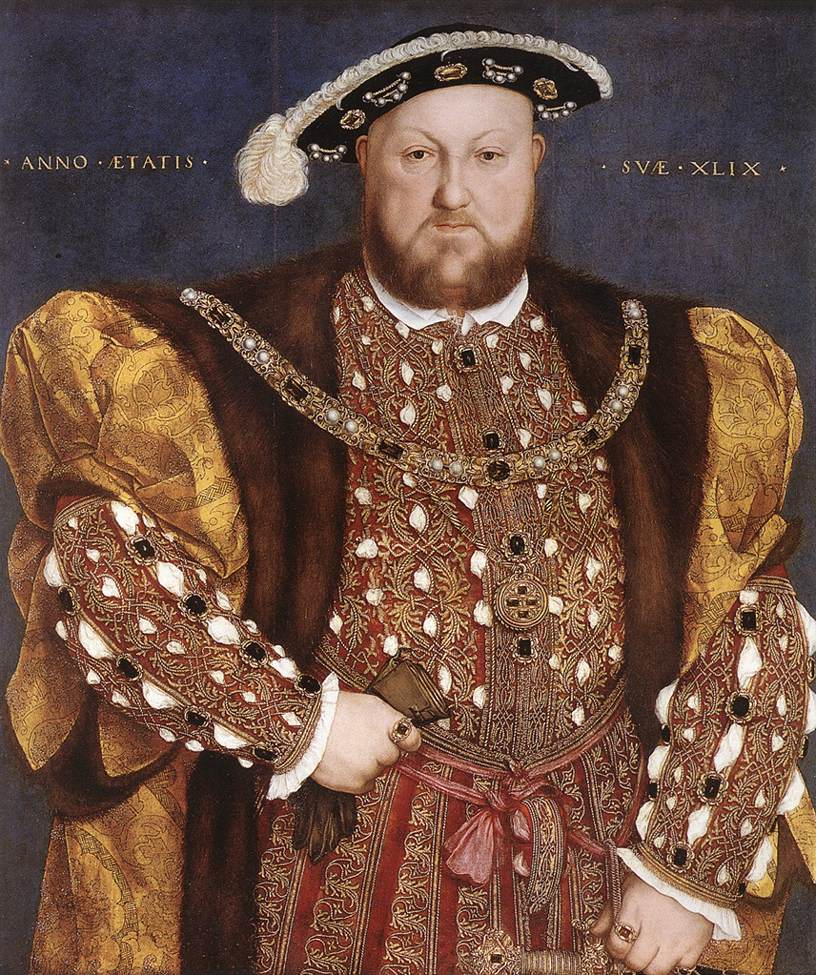
Ганс Гольбейн Молодший. «Король Англії Генріх VIII», 1540 р.
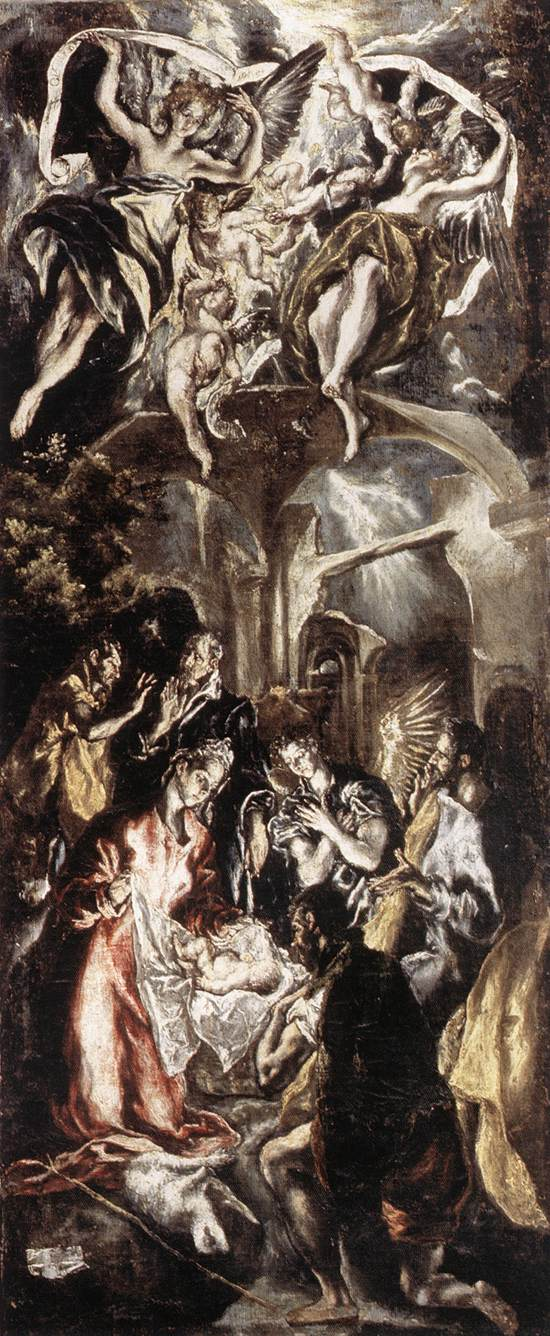
Ель Греко. «Поклоніння пастухів немовляті Христу», до 1600 р.
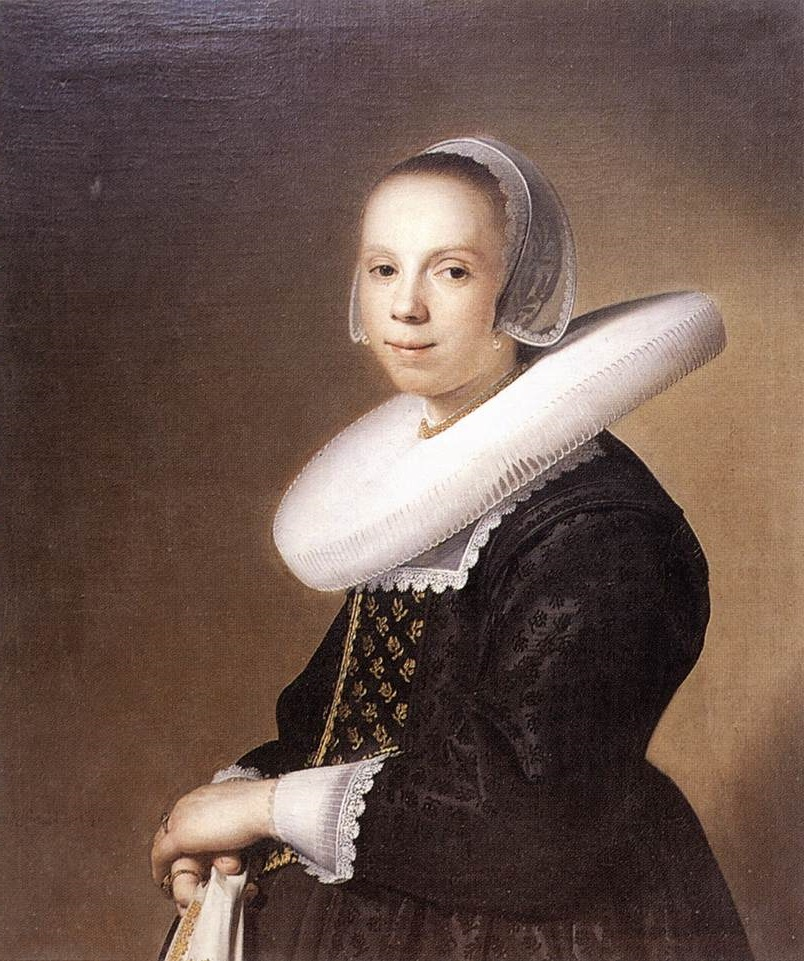
Йоханнес Верспронк. «Портрет невідомої», 1640 р.
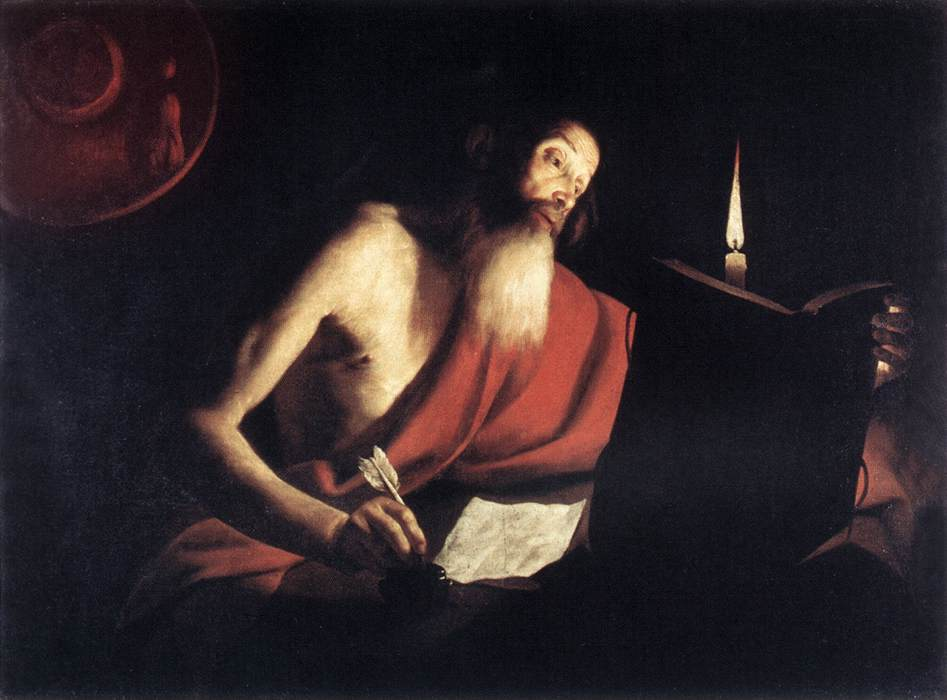
Трохим Біго. «Св. Єронім», 1630-ті рр.
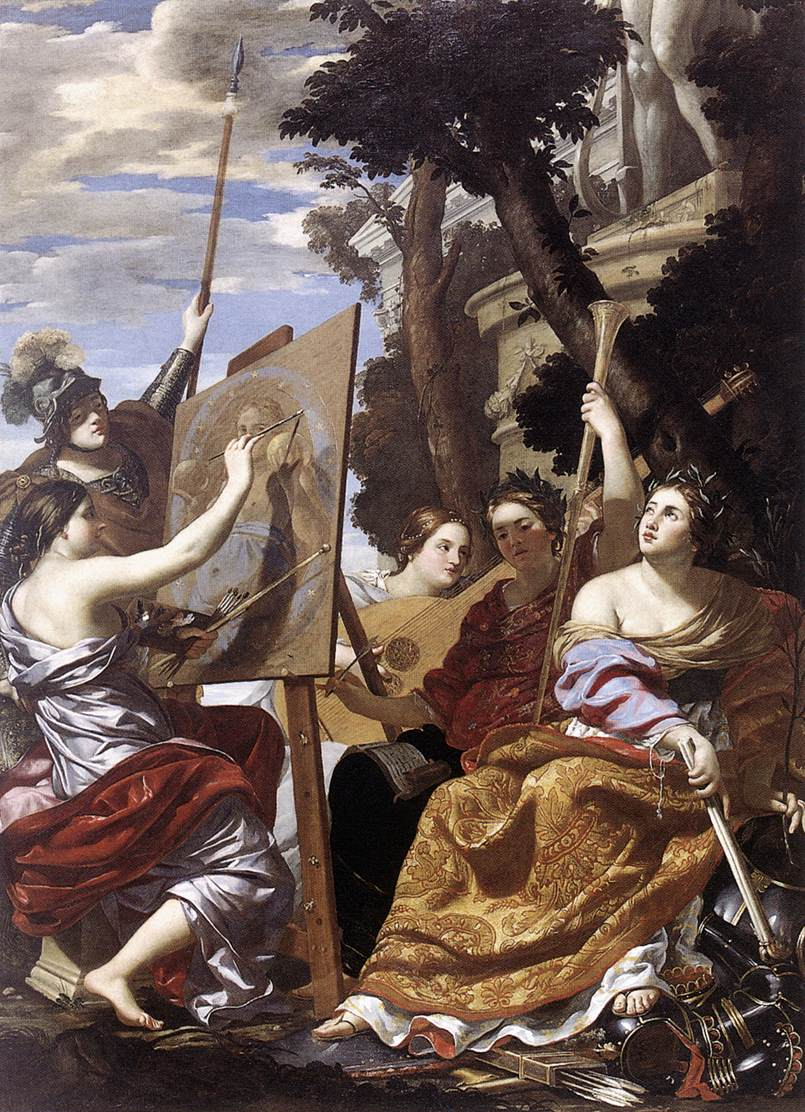
Симон Вуе. «Алегорія мирного життя», бл. 1627 р.
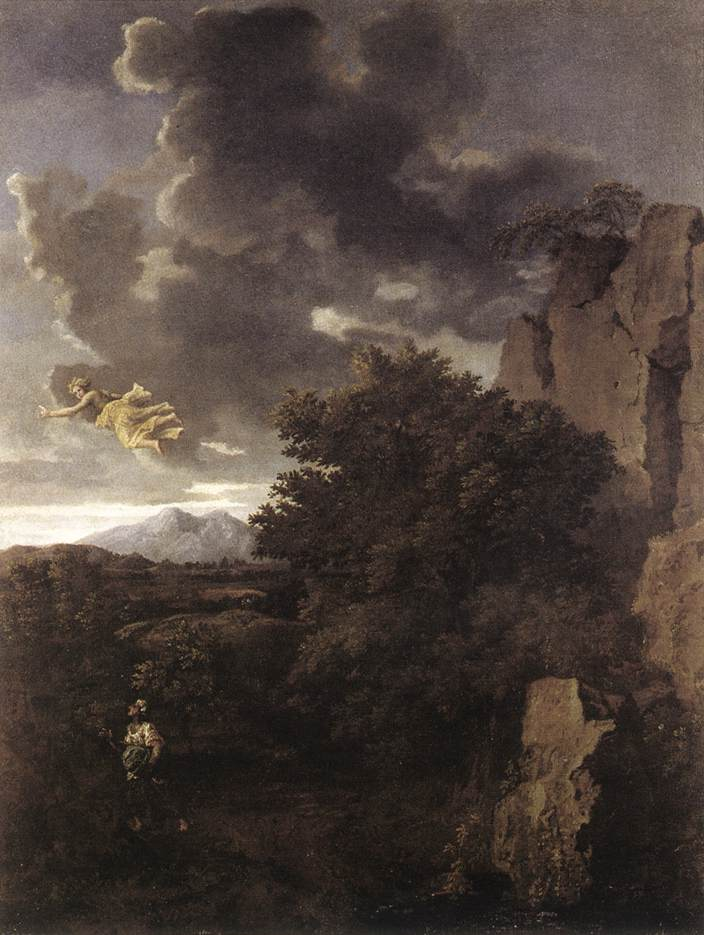
Ніколя Пуссен. « Вигнанка Агар в пустелі і янгол в небі», бл. 1660 р.
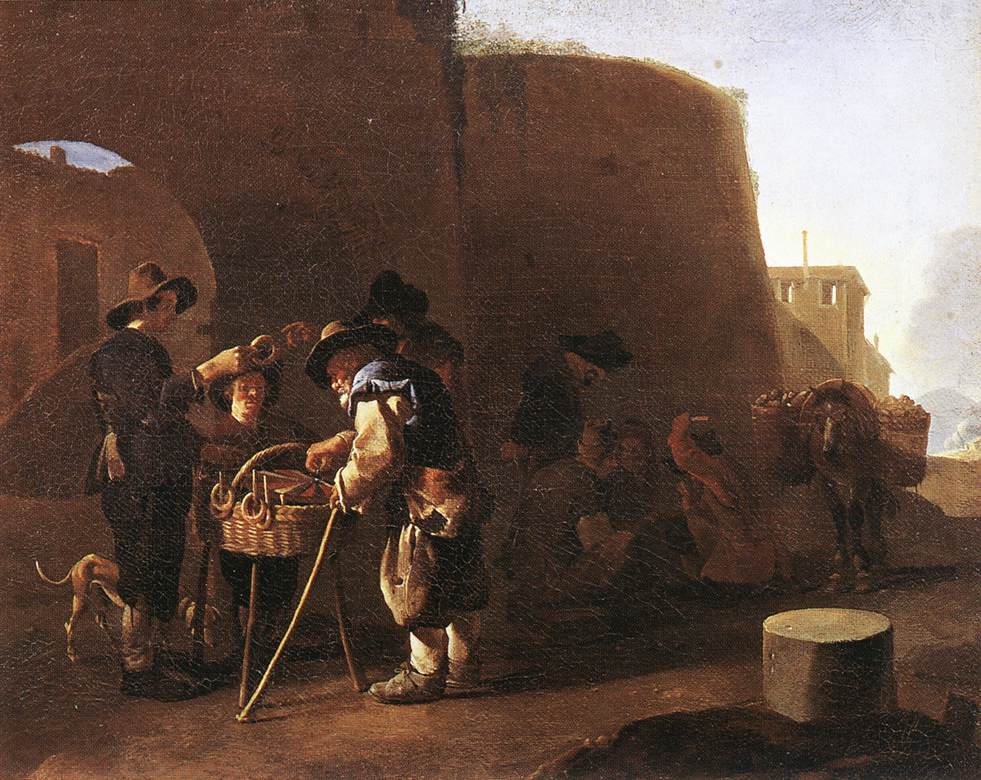
Пітер ван Лар. «Продаж випічки», до 1640 р.